# 국제경제무역
국제경제무역은 경제학의 핵심원리와 국제경제, 국제무역의 기본이론을 체계적으로 장악하고, 국제무역의 필수지식과 기능을 습득하는 인재를 양성하는 것이 목적인 학과다. 주로 중화권에서 이러한 학과명을 사용한다. 국제경제학과로도 불린다. 국제경제무역은 글로벌적인 무역이나 현대의 국제경제와 무역현황을 파악함으로써 해외 교역의 관행과 WTO 규범, 국가의 무역정책을 이해하고 국가간의 교섭, 무역업무, 조사연구 등의 능력을 지닌 복합적인 전문인력을 취급하는 것을 목표로 한다. 사실상 국제경제와 동일하나 국제경제 지식을 바탕으로 무역을 보다 더 숙지하는데 목적을 두는 학과라는데에서 경미한 차이를 보인다.
대학이나 대학원의 국제경제무역 전공 학생들은 비즈니스 교육, 경제, 무역, 정치 과학, 역사, 현대 언어를 배워야 한다.해외 교환학생 기회도 필요하다.
- 영어 명칭 : International Economics and Trade
- 중국어 명칭 : 国际经济与贸易 ( 간체 ) / 國際經濟與貿易 ( 번체 ) (guójì jīngjì yǔ màoyì, 궈지징지 위 마오이)
- 일본어 명칭 : 国際経済貿易 (こくさいけいざいぼうえき, 코쿠사이케이자이보우에키）

## 국제경제무역 전공 개설 대학 목록

### 북경
- 북경대학
- 북경외국어대학
- 북경사범대학
- 북경항공항천대학
- 중국인민대학
- 중국농업대학
- 북경이공대학
- 북경과기대학
- 북경공업대학
- 북경화공대학
- 북경우전대학
- 북경림업대학
- 수도사범대학
- 중앙민족대학
- 중국전매대학
- 북경공상대학
- 북경연합대학
- 중앙재경대학
- 북경제2외국어학원
- 중국석유대학（북경）
- 수도경제무역대학
- 북방공업대학
- 북경석유화공학원
- 북경물자학원
- 북경복장학원
- 수강공학원
- 북경농학원
- 중국사회과학원연구생원
- 북경성시학원
- 북경공업대학경단학원
- 북경어언대학
- 대외경제무역대학
- 외교학원
- 북경물자학원
- 화북전력대학(북경)
- 국제관계학원

### 안휘
- 안휘대학
- 합비공업대학
- 안휘재경대학
- 안휘공정대학
- 안휘공업대학
- 회북사범대학
- 안경사범대학
- 환서학원
- 저주학원
- 하해대학문천학원

### 천진
- 남개대학
- 남개대학빈해학원
- 천진사범대학
- 천진공업대학
- 천진과기대학
- 천진재경대학
- 천진상업대학
- 천진외국어대학천진농학원
- 하북공업대학

### 상해
- 복단대학
- 상해교통대학
- 동제대학
- 화동사범대학
- 화동이공대학
- 상해대학
- 동화대학
- 상해재경대학
- 상해외국어대학
- 상해대외경무대학
- 화동정법대학
- 상해립신회계금융학원
- 상해이공대학
- 상해해양대학
- 상해삼달학원
- 상해건교학원
- 상해상학원
- 상해해사대학
- 상해정법학원
- 상해공정기술대학
- 상해전력학원
- 상해삼달학원
- 상해응용기술대학
- 상해전기학원

### 강소
- 남경대학
- 동남대학
- 하해대학
- 남경우전대학
- 소주대학
- 남경사범대학
- 중국광업대학（서주）
- 중국약과대학
- 남경재경대학
- 강소대학
- 강소사범대학
- 상주대학
- 남통대학
- 남경중의약대학
- 남경심계학원
- 소주대학문정학원

### 절강
- 절강대학
- 절강공상대학
- 절강리공대학
- 중국계량학원
- 절강외국어학원
- 가흥학원
- 영파대학
- 항주전자과기대학
- 절강재경대학
- 절강수인대학
- 절강공업대학
- 절강과기학원
- 영파락정한대학
- 소흥문리학원
- 절강사범대학
- 절강농림대학
- 온주대학
- 호주사범학원
- 태주학원
- 영파재경학원